# Coyoacán

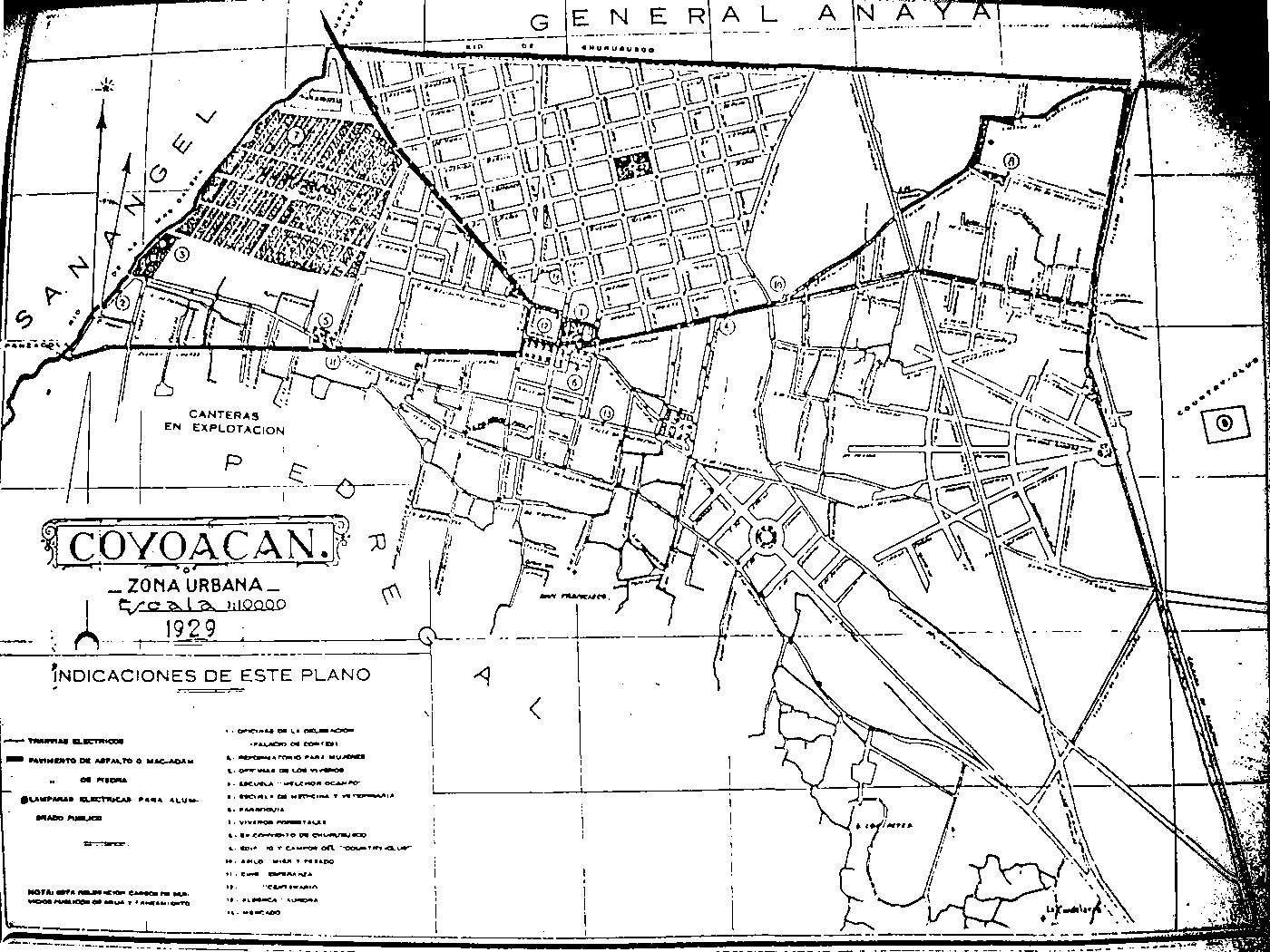
Zona urbana de Coyoacán, el 1929.

Coyoacán (Nàhuatl: coyo-hua-can, lloc de coiots) és una de les 16 delegacions o subdistrictes del Districte Federal mexicà. Està situada al sud del districte de Benito Juárez, a l'oest d'Iztapalapa, al nord dels districtes de Xochimilco i Tlalpan i a l'est d'Alvaro Obregón.
Durant l'època pre-colombina, Coyoacán era una ciutat i va esdevenir el principal centre comercial de la riba sud del Llac de Texcoco. L'any 1950 va ser engolida per la conurbació de ciutat de Mèxic i va passar a ser-ne una delegació.
A Coyoacán hi resideix principalment gent de classe mitjana-alta, als barris de Plaza Hidalgo i Jardín Centenario, i destaca per la seva vida cultural bohèmia i artística. En aquest districte hi ha el Museu Frida Kahlo i el Museu Lev Trotski.
Hi va néixer la pintora Frida Kahlo; hi van viure l'artista Diego Rivera i l'actriu Dolores del Rio; i hi van morir Lev Trotski i l'escriptor arenyenc Josep Maria Miquel. El violinista barceloní Josep Rocabruna hi té un carrer en honor seu.